# Topusko

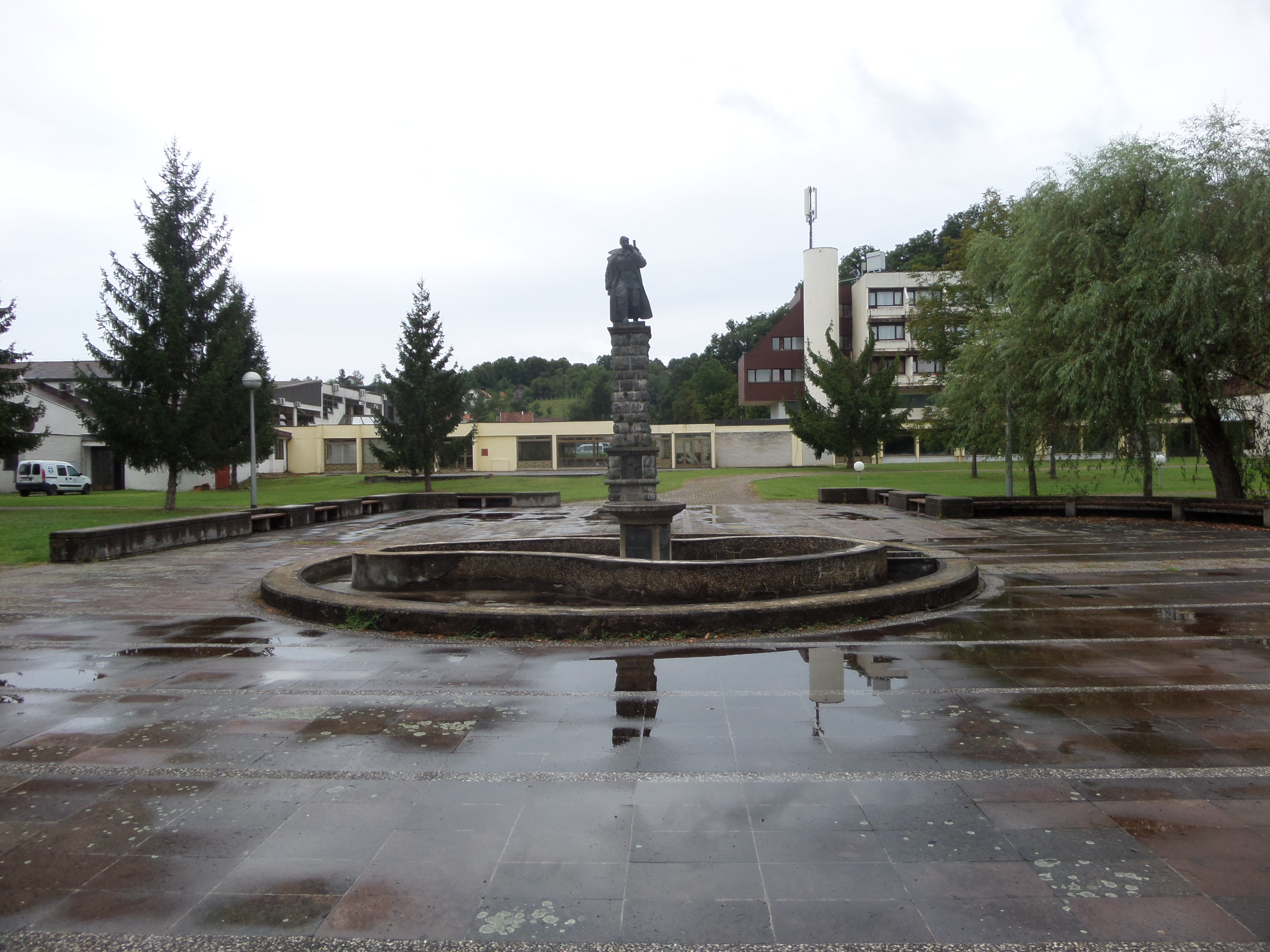
Centrum Topuska

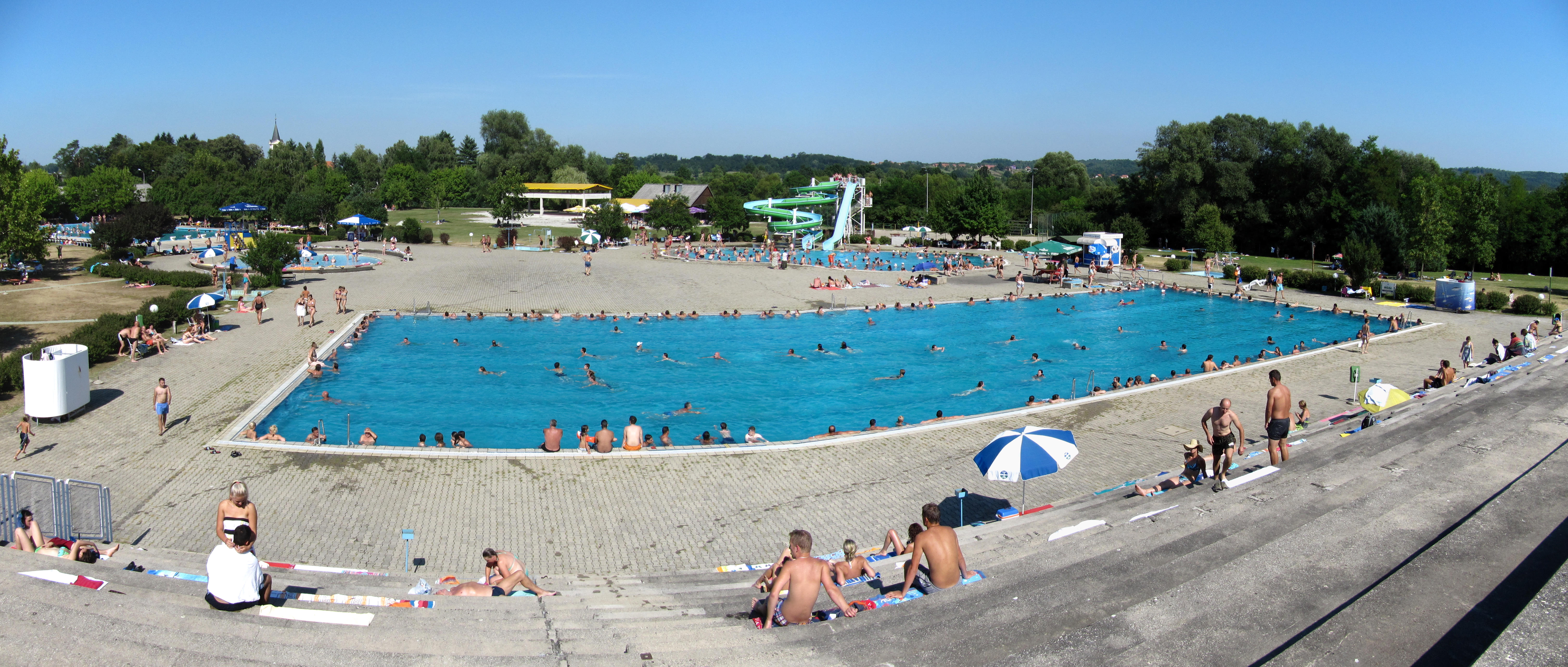
Bazén Olimpijski

Topusko (maďarsky Topuszka, srbsky Топуско) je vesnice a sídlo stejnojmenné opčiny v Chorvatsku. Nachází se v Sisacko-moslavinské župě, blízko hranic s Bosnou a Hercegovinou, u břehu řeky Gliny, asi 10 km jihozápadně od Gliny, asi 23 km od Veliké Kladuše (BiH), asi 31 km jihozápadně od Petrinje, asi 43 km jihozápadně od Sisaku a asi 52 km jihovýchodně od Karlovace. V roce 2011 žilo v Topusku 945 obyvatel, v celé opčině pak 2 985 obyvatel.
Topusko je známé především díky svým termálním lázním. Obyvatelé se tedy živí především turismem, mimo to i zemědělstvím.
V opčině se nachází celkem 16 obydlených vesnic, dvě vesnice (Bukovica a Mala Vranovina) jsou však již téměř opuštěné.
- Batinova Kosa – 50 obyvatel
- Bukovica – 2 obyvatelé
- Crni Potok – 153 obyvatel
- Donja Čemernica – 170 obyvatel
- Gređani – 341 obyvatel
- Hrvatsko Selo – 310 obyvatel
- Katinovac – 90 obyvatel
- Mala Vranovina – 1 obyvatel
- Malička – 43 obyvatel
- Pecka – 27 obyvatel
- Perna – 176 obyvatel
- Ponikvari – 347 obyvatel
- Staro Selo Topusko – 154 obyvatel
- Topusko – 945 obyvatel
- Velika Vranovina – 150 obyvatel
- Vorkapić – 26 obyvatel

Opčinou prochází silnice D6. Taktéž zde procházejí silnice 3225, 3227, 3228 a 3229.